# MX Superfly
MX Superfly featuring Ricky Carmichael, lanzado como MX Super Fly en las regiones PAL, es un juego de carreras de motocross desarrollado por Locomotive Games y publicado por THQ para Xbox, PlayStation 2 y Nintendo GameCube. Es la segunda entrega de la trilogía MX de THQ y una secuela de MX 2002 featuring Ricky Carmichael, obteniendo el respaldo del piloto de motocross profesional Ricky Carmichael como su predecesor. MX Super Fly es el único juego de GameCube en la trilogía MX.
THQ lanzó un tercer juego MX en 2004, titulado MX Unleashed y desarrollado por Rainbow Studios, el eventual creador de la serie MX vs. ATV que sirve como un crossover con la serie ATV Offroad Fury de Sony.

## Jugabilidad
Los jugadores pueden crear su propio piloto de MX masculino o femenino y jugar en dos modos: carreras o estilo libre. El primero consiste en carreras contra corredores rivales controlados por inteligencia artificial, mientras que el segundo consiste en niveles que tienen lugar en varios entornos donde el jugador debe lograr ciertos desafíos de forma independiente. También es posible jugar con un amigo en el modo multijugador de pantalla dividida, y la versión de Xbox presenta exclusivamente contenido descargable que consta de bandas sonoras adicionales, ciclistas y bicicletas que se pueden comprar en el servicio Xbox Live.

## Recepción
El juego tuvo una recepción positiva a media. GameRankings y Metacritic le dieron una puntuación del 77% y 76 sobre 100 para la versión de PlayStation 2; 76% y 76 de 100 para la versión de GameCube; y 75% y 74 de 100 para la versión Xbox.